# Hentai Corporation
Hentai Corporation je česká hudební skupina z Prahy založená roku 2005, která sama sebe řadí mezi styly thrash metal a rock 'n' roll. Kapela vyniká svými osobitými a živelnými vystoupeními, svými neotřelými instrumentálními linkami a velmi výrazným a živelným vokálem Radka Škarohlída. Během koncertů se často strefují do populárních postav českého šoubyznysu, často říkají nahlas svůj názor. Skupina hraje ve složení kytara – basová kytara – klávesy – bicí – zpěv.

## Členové
- Radek Škarohlíd – zpěv
- Petr Škarohlíd – kytara, vokály
- Zdeněk Šťáva – bicí
- Jan Pingitzer – baskytara
- Adam Novotný – klávesy

## Historie

### První nahrávky
Skupina Hentai Corporation byla založena v roce 2005. V roce 2006 skupina vydala demo nahrávku zvanou Mufta, která obsahovala šest skladeb. Pak v roce 2008 vydali EP „Fuck you like a Chameleon“, které obsahovalo tři skladby: „Grave Digger“, „Johnny“ a „I Hate the Girl“, na kterém spolupracovali s audio inženýrem Janem Balcarem a cover art vytvořil Tomáš Cikán. Po té 29. dubna 2011 vychází EP zvané „Dokktor Zaius“ (někdy uváděno i jako „Dr. Zaius“), nahrávka obsahovala čtyři skladby („Dokktor Zaius“, „Call me! Womann!“, „Would You Give Me More?“ a „No More Love ft. Atari Terror (Save Hentari)“). Na skladbě „No More Love“ se spolupodílela skupina Atari Terror. Nahrávku produkovali Jean-Pierre Mathieu a Tomáš Koula. Ve skladbě "Dr. Zaius" se jinak v anglicky zpívaném textu vynořuje pokřik „Jando, ty stará kurvo“, kterým reagovala skupina na vyjádření Petra Jandy z Olympicu, že na České hudební scéně není dost mladých talentů.
Kapelu pomohla proslavit i událost okolo zpěváka Škarohlída z ledna 2012, kdy v pražském klubu Hard Rock Café během koncertu účastnice soutěže superstar Gabriely Gunčíkové vběhl ve spodním prádle na pódium a i tak se potom svlékal a kompletně obnažoval. Během tohoto Škarohlídova vystoupení nebylo Gunčíkové moc do smíchu a ani do zpěvu a překvapivě až po pár minutách byl Škarohlíd vyveden ochrankou z klubu ven. Po události Škarohlíd situaci komentoval tak, že má Gunčíková obličej jako Jan Kanyza a Gunčíková odpověděla, že Škarohlíd má malý penis.
1. října 2012 pak vychází singl „Neurol Machine“, který produkovali Jean-Pierre Mathieu a Boris Carloff.

### První Album
V roce 2013 vychází album The Spectre Of Corporatism: Starship Shaped Schnitzels From Planet Breadcrumbs Are Attacking A Giant Tree Monster Who Has A Vagina And Holds Hitler Hostage, které je klávesista František Koucký pojmenoval podle sugestivní malby na obalu desky. Na albu se také nachází skladba Equilibristic Brides, ke které byl vyroben hudební videoklip, který je označován za nevkusný, perverzní a někdy i vulgární. Hlavní téma skladby vzniklo během improvizace Františka Kouckého během zkoušky skupiny, Petr Škarohlíd k tomu okamžitě složil kytarový part, k tomu pak Radek Škarohlíd napsal slova. Jeho text pojednává o sexuálně rozvolněných fanynkách v první řadě v hledišti na koncertu. V klipu hrají všichni tehdejší členové skupiny, ale hlavní roli má zpěvák Radek Škarohlíd. Režisér Jarek Plouhar ve spolupráci se značkou Jeagermeister natočil velmi sugestivní klip, ve kterém zpěvák skupiny uniká v červeném obleku před útoky bobřích mužů za pomoci postavy jelena, který je maskotem značky Jaegermeister. Značka Jaegermeister se po zhlédnutí od klipu distancovala, naproti tomu ale na konci videoklipu zůstává stále její láhev. Zpěvák Radek Škarohlíd klip označil jako: „Je to taková příjemně muzikálová porno-polízanice v hávu déčkovejch hororů z osmdesátých let. Naše prasárny se timhle videem dostaly na naprosto novou úroveň. Tohle je song pro čubky v první řadě, který si myslej, že píchat s muzikantama je dobrý. Není! Muzikanti jsou vylitý a zfetovaný nuly. Jděte radši za sportovcema.“ Videoklip vyhrál v roce 2013 v anketě Žebřík 2013 ocenění Videoklip roku 2013. Během vyhlášení cen, které proběhlo na Fakultě umění a designu ZČU v Plzni, hudebníci dorazili v převleků bobrů z videoklipu.
V roce 2014 skupina účinkovala na velkých festivalech Rock for People, Brutal Assault, Trutnov Open Air a Aerodrome festivalu 2014. Právě během Aerodrome festivalu skupina nahrazovala v programu skupinu Megadeth. O ní se v průběhu vystoupení zpěvák Škarohlíd vyjádřil jako o: „megaděd“. O několik měsíců později byl kvůli této slovní hříčce jedním z diváků napaden. Také předskakovali na vystoupeních Slashe, Devina Townsenda a Fear Factory.
V roce 2016 vychází ke skladbě „Tragedy of Uncle Hitler“ videoklip s tematikou zesměšnění Adolfa Hitlera a Evy Braunové. Režisér Jakub Čermák dostal od skupiny absolutní volnost.

#### Rockfest Dačice
29. července 2017 došlo na festivalu Rockfest Dačice během vystoupení skupiny Hentai Corporation k násilnostem. Během koncertu byl zpěvák Radek Škarohlíd diváky slovně atakován a vulgárně urážen a sloužil jako cíl pro hody pivními kelímky, také bylo obecenstvem označován za homosexuála a narkomana. Podle slov Škarohlída: „Do toho na mě začali už při druhé skladbě pořvávat nějací lidé, že jsem teplouš a že mě podříznou. Nechal jsem to být a potom jsem řekl, že za chvíli přijde Lucka Bílá, ať se s ní nefotí, protože zemřou. Pochopili to jako vtip, to bylo v pohodě, ale urážky od některých diváků na mou adresu neustávaly. Takže jsem se ohradil, čímž jsem jim nahrál, a vlastně jsme se pak s některými jenom uráželi. Naši fanoušci, kterých tam bylo asi dvě stě, se smáli, protože způsob mého vystupování znají. Potom jsem šel dopředu a nějaký týpek mi ji napálil. No a místo toho, aby ochranka odvedla jeho, tak mě v tom nechala, a nakonec odtáhla celou naši kapelu z pódia do zákulisí.“ Po slovní výměně došlo i k rvačce s diváky, po které byla překvapivě skupina násilně vyvedena ochrankou z areálu. Organizátoři festivalu po té na sociálních sítích veškerou vinu za událost začali dávat právě Radkovi Škarohlídovi. Média a komentátoři chování pořadatelů a ochranky a diváků ostře odsoudila a skupině organizátoři za hraní nezaplatili.
21. prosince 2016 vychází cover skladba, která byla původně od Davida Kollera, pro album coverů David Koller & friends, která se jmenuje Až ti řeknu. Klip opět režírova Jarek Plouhar. 

### Druhé Album
12. října 2017 vychází album Intracellular Pets, ke kterému je i vydán krátký studentský videodokument o skupině a o nahrávání nové desky, nazvaný „Hentai Corporation 2017“. Deska byla překvapivě vydána ve vydavatelství Bigg Boss. Zpěvák Radek Škarohlíd v průběhu natáčení desky trpěl přepracovaností a psychosomatickými ataky. Částí kvůli jeho vědecké kariéře, částí kvůli jeho studiím, částečně prací na vědeckých projektech. Deska byla nahrána v ostravském studiu Citron pod dohledem Aleše Bajgera.

#### Nový hráč na klávesy
Ještě ke konci roku 2017 opustil skupinu dlouhodobý hráč na klávesy František Koucký, kvůli problémům se šlachami. Ve svém příspěvku na kapelním Facebooku doslova napsal, že mu "prostě došla energie, trpělivost a chuť to dělat". Také se objevily informace, že skončil kompletně s hudbou a z důvodu únavy nad situací při koncertech. Po Odchodu Františka Kouckého byl nahrazen dvěma navzájem alternujícími klávesisty Davidem Tichým a Adamem Novotným během tour „Intracellular Pets nám spadla (kdopak nám ho postaví)“, ze kterých se později stal trvalým členem uskupení pouze Adam Novotný.

#### EP 00420603454450
V roce 2020 skupina vydala EP nazvané 00420603545450. Album je pojmenované podle telefonního čísla, na kterém se nachází skutečný telefonní automat, na který se dá dovolat. Nahrávku produkoval kytarista skupiny Petr Škarohlíd spolu s Amakem Goldenem. Album art udělal umělec Vladimír Strejček, který se také podílel spolu se studiem DRAWetc. na videoklipu k písni „Thrash Island“, jenž se také na nahrávce nachází. Na nahrávce se nachází čtyři skladby, které ale většinou přesahují délkou šest minut.
Odchod Matouše "Durexe" Duraje
Začátkem roku 2024 oznámila kapela na Instagramu, že kapelu postupně opustí baskytarista Matouš Duraj, kterého nahradí Jan Pingitzer. Duraj ještě odehraje pár jarních koncertů.

## Diskografie

### Studiová alba
- The Spectre Of Corporatism: Starship Shaped Schnitzels From Planet Breadcrumbs Are Attacking A Giant Tree Monster Who Has A Vagina And Holds Hitler Hostage (2013)
- Intracellular Pets (2017)

### EP
- Fuck You Like a Chameleon (2008)
- Dr. Zaius (2011)
- 00420603545450 (2020)

### Demo nahrávky
- Mufta demo (2006)

### Singly
- „Neurol Machine“ (2012)

Na album coverů Davida Kollera David Koller & Friends (2016) nahráli píseň Až ti řeknu.

## Videografie

### Videoklipy
- Equilibristic Brides – 2013 (Necenzurovaná verze videoklipu)
- Tragedy of Uncle Hitler – 2016
- Až ti řeknu – 2017 – coververze skladby, pro album coverů Davida Kollera David Koller & Friends
- Synthetic Limits (Of Blossoming Omnipotence) – 2017
- Trash Island – 2020